# Doris Harder
Doris Harder (* in Preetz bei Kiel) ist  eine deutsche Theaterregisseurin.
Doris Harder studierte 1984 bis 1988 am Max-Reinhardt-Seminar in Wien Regie und von 1981 bis 1984 an der „Schule für Schauspiel“ in Kiel. Von 2002 bis 2003, von 2005 bis 2009 und von 2015 bis 2019 hielt sich Harder in den USA auf. Von 2003 bis 2005 lebte sie in der Schweiz.
Harder ist eine ordinierte Zen-Priesterin der Soto-Zen-Linie unter der Leitung von Shunryū Suzuki Roshi und Kobun Otogawa Roshi. Sie begann ihre Zen-Praxis im Jahr 1992 am Puregg in Österreich und absolvierte von 2002 bis 2009 eine Ausbildung im San Francisco Zen Center, die sie als Shuso oder Obernonne abschloss. Darüber hinaus war sie auch in der Zen-Gemeinschaft am Felsentor in der Schweiz tätig. Sie unterrichtet Buddhismus, Mindfulness und Leadership und lebt in Wien.

## Regiearbeiten (Auswahl)
- Bunbury, Oscar Wilde, Theater an der Rott, 2022
- Wunder von Woergl, Burg Reichenau, 2022
- Jedermann Festung Hohensalzburg, 2021
- Häuptling Abendwind von J.N.Nestroy, OFF Theater Salzburg und Miltenberg, 2019
- Tatort Mödling 1111 Stationentheater zur Stadtgeschichte Mödlings bei Wien,  2014
- Buddhistische Filmwoche im Kino La France Wien, Nov. 2013, Organisation und Kuratorin
- Angst essen Seele auf von Rainer Werner Fassbinder, Stadttheater Mödling und Scala Theater Wien 2013
- Ein Sommernachtstraum beim Internationalen Shakespeare Festival in Neuss, 2012
- Ein Sommernachtstraum Shakespeare Company Berlin, 2011
- Happy von Doris Dörrie am Scala Theater Wien, 2011
- Happy von Doris Dörrie am Stadttheater Moedling, 2010
- Camillas Space,  Internationales Clowninnen Festival, Wien, 2010
- Clown-performane für deutsch-franz. forum junger kunst, Lyon, 2010
- Macht.Religion.Gewalt – Nathan der Weise, G.E. Lessing, Arge Nonntal, 2007
- Die vertauschten Köpfe von Thomas Mann, Literaturhaus Salzburg, 2002
- Chanson Abend, Bayreuth, 2002
- Die Weiße Rose, Oper von Udo Zimmermann, Philharmonie Salzburg, 2001
- Mutter, wie weit darf ich reisen? Erinnerungstheater Wien, Kosmos Theater, 2001
- Helmbrecht Open-air in Burghausen, Theaterhof Priessenthal, 2001
- I got(t) u  Produktion der Stadt Salzburg zum Thema „Sekten“, 2000
- Jona sucht das Weite Eigenproduktion in der Stadt Salzburg und Kirchen, 2000
- Aus der Fremde von Ernst Jandl, Literaturhaus Salzburg, 1999
- Wenn ich mir was wünschen dürfte …, Theater in der Drachengasse 1999 (Mitgründerin des Erinnerungstheaters Wien, 1999)
- Pu der Bär von A. A. Milne, Landestheater Salzburg, 1999
- Eine Zauberflöte, Salzburger Tourneetheater, 1998
- Trainspotting von Irvine Welsh, Metropolis Theater Salzburg, 1998
- Medea von Euripides, Romanischer Saal, Salzburg, 1998
- Lilly schläft Clowneske, Eigenproduktion über Frauen und legale Drogen; Lehrauftrag an der Athanor Akademie Burghausen, 1997
- Cyrano de Bergerac von Edmond Rostand, Theaterachse, 1996
- falsch verbunden Eigenproduktion zum Thema Kommunikation von Mann und Frau, 1995
- Künstlerische Leitung der Clown-Doctors Salzburg, 1995
- Herz und Leber, Hund und Schwein von Hansjörg Schneider, Theaterachse, 1994
- September hat Zeit von Alfred Cybulska, Kabarett Niedermayr, Wien, 1994
- Voll auf der Rolle, Projekttheater, Salzburg, 1992
- Schöne Bescherung von Alan Ayckbourn, Kleines Theater Salzburg, 1991
- Ab jetzt von Alan Ayckbourn, Kleines Theater Salzburg, 1990
- Beauty Farm, eigenes Stueck, Theater V.I.T.R.I.O.L., Österreich Tournee, 1990
- Die Palästinenserin von Joshua Sobol, Kleines Theater Salzburg, 1991
- Spanien-Das Goldene Zeitalter mit Ensemble vom Kleinen Theater, 1990
- Butterbrot von Gabriel Barylli mit Josef Hader, Kleines Theater Salzburg, 1989
- Theater Rote Grütze Berlin: Organisation Theaterfestival und Regie, 1989
- Spiel um Zeit – Das Mädchenorchester von Auschwitz von A. Miller,1988, Kleines Theater Salzburg
- Offene Zweierbeziehung von Dario Fo-Franca Rame,1986, Kleines Theater Salzburg, Hörspiel für ORF Klagenfurt